# Петерсен, Боги
Бо́ги Э́гильссон Пе́терсен (фар. Bogi Egilsson Petersen; род. 26 февраля 1979 года в Тофтире, Фарерские острова) — бывший фарерский футболист, полузащитник, выступавший за клубы «Б68» и «НСИ».

## Клубная карьера
Боги начинал свою карьеру в тофтирском «Б68». Он дебютировал за родной клуб 13 сентября 1998 года в матче чемпионата Фарерских островов против столичного «ХБ»: полузащитник появился на поле после перерыва вместо Януса Томсена и отметился забитым голом на 61-й минуте. Всего в своём первом сезоне на взрослом уровне Боги провёл 3 встречи в высшем дивизионе архипелага. В сезоне-1999 он был задействован в кубковой кампании тофтирцев, а в чемпионате снова сыграл 3 игры. Боги оставался игроком запаса «Б68» до 2001 года. В том сезоне он был арендован рунавуйкским «НСИ», но провёл всего 2 матча за эту команду.
Вернувшись в «Б68» в 2002 году, он стал игроком ротации тофтирцев, отыграв 12 встреч фарерского первенства. Тогда же состоялся его дебют в еврокубках: 29 июня в матче Кубка Интертото против швейцарского «Санкт-Галлена» он заменил Марсело Марколино на 72-й минуте. В сезоне-2003 Боги стал твёрдым игроком основы «Б68», единственный раз в карьере сыграв во всех 18 встречах чемпионата. Он не покинул команду после вылетов в первый дивизион по итогам сезонов-2004 и 2006, дважды внеся свой вклад в возвращение «Б68» в класс сильнейших. После второй победы тофтирцев в первом дивизионе в 2007 году Боги принял завершить выступления на высоком уровне. Впоследствии он неоднократно команду ветеранов «Б68» на различных турнирах.

## Карьера в сборной
В 1994 году Боги представлял Фарерские острова на юношеском уровне, отыграв 4 встречи за сборную до 17 лет. 3 августа в матче с юношеской сборной Швеции он забил гол.

## Клубная статистика
| Выступление      | Выступление      | Выступление      | Лига | Лига | Кубки | Кубки | Еврокубки | Еврокубки | Прочие | Прочие | Итого | Итого |
| Клуб             | Лига             | Сезон            | Игры | Голы | Игры  | Голы  | Игры      | Голы      | Игры   | Голы   | Игры  | Голы  |
| ---------------- | ---------------- | ---------------- | ---- | ---- | ----- | ----- | --------- | --------- | ------ | ------ | ----- | ----- |
| Б68              | Премьер-лига     | 1998             | 3    | 1    | 0     | 0     | 0         | 0         | 0      | 0      | 3     | 1     |
| Б68              | Премьер-лига     | 1999             | 3    | 0    | 5     | 0     | 0         | 0         | 0      | 0      | 8     | 0     |
| Б68              | Премьер-лига     | 2000             | 7    | 0    | 0     | 0     | 0         | 0         | 0      | 0      | 7     | 0     |
| Б68              | Премьер-лига     | 2001             | 1    | 0    | 5     | 1     | 0         | 0         | 0      | 0      | 6     | 1     |
| Б68              | Итого            | Итого            | 14   | 1    | 10    | 1     | 0         | 0         | 0      | 0      | 24    | 2     |
| → НСИ Рунавик    | Премьер-лига     | 2001             | 2    | 0    | 0     | 0     | 0         | 0         | 0      | 0      | 2     | 0     |
| → НСИ Рунавик    | Итого            | Итого            | 2    | 0    | 0     | 0     | 0         | 0         | 0      | 0      | 2     | 0     |
| Б68              | Премьер-лига     | 2002             | 12   | 0    | 5     | 0     | 1         | 0         | 0      | 0      | 18    | 0     |
| Б68              | Премьер-лига     | 2003             | 18   | 0    | 7     | 0     | 0         | 0         | 0      | 0      | 25    | 0     |
| Б68              | Премьер-лига     | 2004             | 15   | 0    | 6     | 0     | 0         | 0         | 0      | 0      | 21    | 0     |
| Б68              | Первый дивизион  | 2005             | 16   | 1    | 4     | 0     | 0         | 0         | 0      | 0      | 20    | 1     |
| Б68              | Премьер-лига     | 2006             | 2    | 0    | 0     | 0     | 0         | 0         | 0      | 0      | 2     | 0     |
| Б68              | Первый дивизион  | 2007             | 20   | 0    | 0     | 0     | 0         | 0         | 0      | 0      | 20    | 0     |
| Б68              | Итого            | Итого            | 83   | 1    | 22    | 0     | 1         | 0         | 0      | 0      | 106   | 1     |
| Всего за карьеру | Всего за карьеру | Всего за карьеру | 103  | 2    | 32    | 1     | 1         | 0         | 0      | 0      | 136   | 3     |

## Достижения
«Б68»
- Победитель первого дивизиона (2): 2005, 2007